# Mont Rosa
El mont Rosa (en italià: Monte Rosa, en francès: Mont Rose) és un massís dintre dels Alps situat entre les regions italianes del Piemont i la Vall d'Aosta i el cantó suís de Valais. El Dufour és el pic més alt del massís del mont Rosa i, amb 4.634 metres, és també el més alt de Suïssa.
El seu nom es diu que no deriva de l'italià rosa, com molts pensen, sinó de roisa, terme francoprovençal que significa 'glacera'.
En dies clars -que són bastant freqüents, a causa del clima poc plujós- el massís muntanyenc del mont Rosa ofereix una sorprenent vista des de la planura padana, en particular els seus cims de la Llombardia occidental i el Piemont oriental. Domina l'horitzó, per damunt d'altres pics menys prominents i les seues glaceres permanents brillant sota el sol. La vista és especialment bella des de la terminal internacional de l'aeroport milanès de Malpensa.
El massís del mont Rosa també alberga diverses estacions d'esquí amb llargues pistes. Plateau Rosa, a uns 3.500 metres d'altitud, és un famós centre d'esquí d'estiu, amb neu permanent durant tot l'any a causa de l'altitud, que es connecta amb telefèric amb Cervinia. El marge occidental del massís arriba fins a l'estació d'esquí de Zermatt. Gressoney, Champoluc, Alagna Valsesia i Macugnaga (a 2.500 metres, sota la cara oriental) són els principals centres d'esquí i de muntanya que envolten el mont Rosa al llarg del vessant meridional, tots dotats de bones infraestructures i instal·lacions turístiques. Per aquest motiu, molts aficionats al muntanyisme proven sort amb aquesta muntanya, ja que el mont Rosa no és difícil d'escalar en si mateix, a pesar d'acollir alguns serrats bastant impressionants, però pot ser molt perillós tant per als novells com per als veterans, a causa dels sobtats canvis meteorològics i les esquerdes en les seues extenses glaceres, de les poques que queden als Alps.

## Pics
- Dufourspitze, 4.634 m
- Ostspitze, 4.632 m
- Grenzgipfel, 4.618 m
- Nordend, 4.609 m
- Zumsteinspitze, 4.563 m

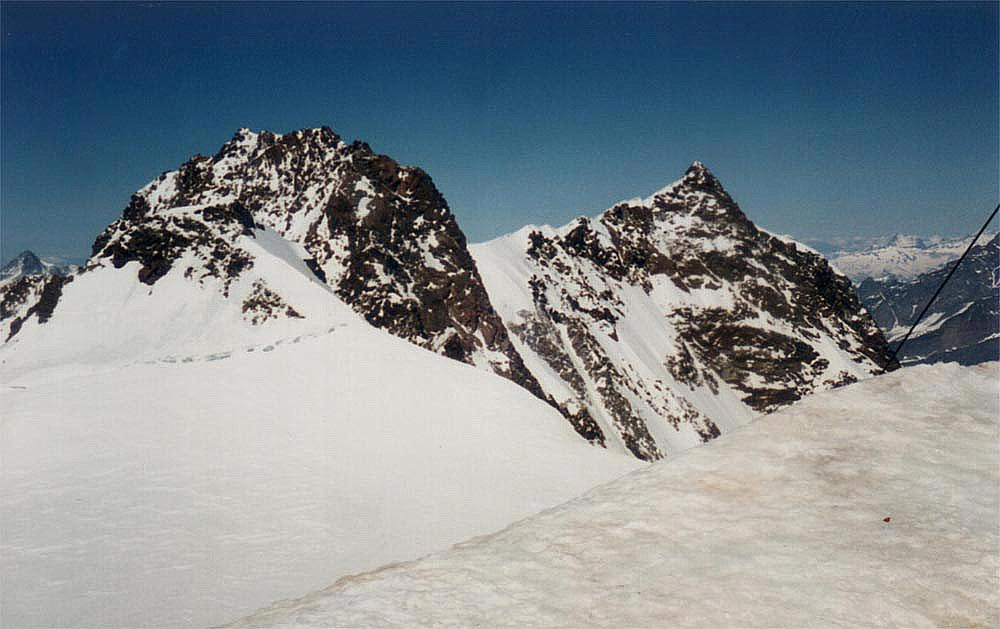
El Dufour i el Nordend des del Signalkuppe

- Signalkuppe (o punta Gnifetti), 4.559 m
- Lyskamm (o Liskamm) oriental, 4.527 m
- Silbersattel, 4.515 m
- Lyskamm (o Liskamm) occidental, 4.481 m
- Grenzsattel, 4.453 m
- Parrotspitze, 4.436 m
- Ludwigshöhe, 4.342 m
- Schwarzhorn (o Corno Nero), 4.322 m
- Naso del Lyskamm (o Liskamm), 4.272 m
- Càstor, 4.221 m
- Piràmide Vincent, 4.215 m
- Balmenhorn, 4.167 m
- Breithorn occidental, 4.165 m
- Breithorn central, 4.160 m
- Breithorn oriental, 4.141 m
- Breithornzwillinge, 4.106 m
- Pòl·lux, 4.091 m
- Roccia Nera, 4.075 m
- Pilastro Vincent, 4.050 m
- Punta Giordani, 4.046 m